# Pembina (Dakota del Nord)
Pembina è un centro abitato (city) degli Stati Uniti d'America, situato nella Contea di Pembina nello Stato del Dakota del Nord. Nel censimento del 2000 la popolazione era di 642 abitanti. La città è stata fondata nel 1812.

## Storia
Pembina è la più antica comunità di entrambi i Dakota (Dakota del Nord e Dakota del Sud). Nacque come avamposto per il commercio di pelliccia nel 1797, mentre divenne un insediamento fisso solo nel 1812. Fino al 1823 si riteneva che Pembina dovesse situarsi in Canada, ma in quell'anno il maggiore dell'United States Army Stephen H. Long scoprì che la località si trovava entro il 49º parallelo nord, e che quindi rientrasse nel territorio degli Stati Uniti. Il primo ufficio postale del Dakota del Nord fu aperto a Pembina nel 1851.
Pembina funse inoltre da capoluogo di contea dal 1867 al 1911.
Pembina è vicina al limite settentrionale dell'Interstate 29, lungo il confine fra il Canada (provincia del Manitoba) e gli Stati Uniti. È un luogo importante per gli scambi commerciali con Winnipeg, ed è uno dei tre varchi doganali aperto tutto il giorno del Dakota del Nord (gli altri sono Portal e Dunseith).

## Geografia fisica
Secondo i rilevamenti dell'United States Census Bureau, la località di Pembina si estende su una superficie di 2,00 km², tutti occupati da terre.

## Popolazione
Secondo il censimento del 2000, a Pembina vivevano 642 persone, ed erano presenti 177 gruppi familiari. La densità di popolazione era di 325 ab./km². Nel territorio comunale si trovavano 274 unità edificate. Per quanto riguarda la composizione etnica degli abitanti, il 96,57% era bianco, lo 0,16% era afroamericano, lo 0,47% era nativo e lo 0,47% proveniva dall'Asia. L'1,56% apparteneva ad altre razze, mentre lo 0,78% a due o più. La popolazione di ogni razza ispanica corrispondeva all'1,87% degli abitanti.
Per quanto riguarda la suddivisione della popolazione in fasce d'età, il 29,4% era al di sotto dei 18, il 4,8% fra i 18 e i 24, il 29,0% fra i 25 e i 44, il 24,0% fra i 45 e i 64, mentre infine il 12,8% era al di sopra dei 65 anni di età. L'età media della popolazione era di 37 anni. Per ogni 100 donne residenti vivevano 98,8 maschi.